# Восточно-Сибирское речное пароходство
ПАО «Восточно-Сибирское речное пароходство» (ВСРП) — компания, осуществляющая пассажирские и грузовые перевозки речным транспортом в Иркутской области и республике Бурятия. Восточно-Сибирское Речное пароходство является основным грузоперевозчиком по водным путям Ангары, Байкала и его притоков — Селенги, Верхней Ангары. 
По своей сути, является естественным монополистом, обладает полным комплектом имущества, необходимого для оказания услуг по основной деятельности. Логотипом ВСРП является сине-белое стилизованное изображение кораблика на фоне волн.

## Деятельность
Флот компании состоит из 142 самоходных судов.
Деятельность Восточно-Сибирского речного пароходства простирается на территории в несколько тысяч квадратных километров и связана с функционированием таких субъектов Российской Федерации как Иркутская область, Бурятия.
Порты на Ангаре:
Иркутский речной порт, Братский речной порт.
Виды деятельности ПАО «ВСРП»
- Пассажирские перевозки внутренним водным транспортом, которые распределяются по видам сообщения на транзитные, местные, пригородные, внутригородские и переправы.
- Перевозка внутренним водным транспортом грузов и погрузочно-разгрузочные работы на водном транспорте.
- Дотационные пассажирские перевозки и содержание паромных переправ.
- Сдача в аренду имущества (как судов, так и недвижимости).

В Иркутской области всего 30 (не считая Ленского бассейна) паромов. Самые крупные из них расположены на Ольхоне, в Листвянке, Балаганске и Свирске. Эти паромы принадлежат Восточно-Сибирскому речному пароходству. Остальные - в разной собственности: некоторыми владеют частники, другими - дорожные организации.

## История
Восточно-Сибирское речное пароходство, ныне существующее в виде открытого акционерного общества, является старейшим пароходством в Сибири. Оно ведет свою историю с появления на Ангаре и Байкале пароходства Н. Ф. Мясникова.

### Начало судоходства в России
20 октября 1696 г. по настоянию Петра I Боярская Дума издала «Приговор» (Указ): который постановил: «Морским судам быть». Это важное историческое событие поставило Россию в ряд морских держав. Большинство судов изначально плавали по Онеге, Ладоге и Финскому заливу. Это были палубные круглодонные суда различной величины с килем, мачтой и парусами. 
Новым этапом развития судоходства — царствование Екатерины II. В 1781 г. был издан «Устав купеческого водоходства», представляющий целый Кодекс законов, положенных в основу законодательства о судопромышленности  и судоходстве.
Веками развивалось морское и речное судоходство на Руси, улучшались водные пути, совершенствовалось судостроение, открывались специализированные учебные заведения для подготовки моряков.
После постройки первого парохода в Петербурге в 1815 году пароходостроение постепенно получило распространение на реках Европейской части России, ввиду явного преимущества паровой тяги. С 20-х годов XIX века вопрос о заведении пароходов стал занимать и умы сибирских властей и предпринимателей.

### Развитие Восточно-Сибирского речного пароходства после Мясникова
17 августа 1885 г. утверждено Положение Комитета Министров об организации буксирного пароходства на Ангаре. Привилегия была выдана Императором Александром III иркутскому купцу А. М. Сибирякову. Сегодня День Рождения Восточно-Сибирского речного пароходства считается именно с этой даты. Связано это с рядом причин, дело в том, что столетие пароходства выпало на военный 1944 г. и прошло незаметно, в послевоенный период также было не до Юбилеев. О возрасте ВСРП вспомнили к 1985 г., тогда и решили отпраздновать столетие предприятия. 
Выдающимся событием в истории судоходства стало появление теплоходов. В 1903 г. Сормовский завод построил первый в мире теплоход «Вандал».
В 1905 г. на озере Байкал были построены первые суда — паром «Байкал» и ледокол «Ангара» для обеспечения сквозного движения по Транссибирской магистрали.
Советская история ВСРП началась в 1918 г. Был принят Декрет о национализации флота, все суда принадлежащие частным компаниям были переведены в собственность государства.
Первое предприятие речного транспорта Восточной Сибири возглавил один из видных революционеров Лука Михайлович Власов.
В 1930-е годы речники пароходства осуществляли большую программу по созданию мощной материально-технической базы пароходства. За короткое время были построены Иркутские и Усольские судоремонтные мастерские и судоверфь в посёлке Листвянка. В это же время строятся пристани: Иркутск, Зарянск, Макарьево, Улан-Удэ и порт Байкал.
В эти же годы начались перевозки для Монгольской Народной Республики по рекам: Селенга, Орхон, озеру Косоюл. Был построен специальный флот для загранперевозок.
Планы дальнейшего развития речного транспорта были прерваны Великой Отечественной войной. Тысячи речников ушли на фронт.
Подвиг А.Матросова повторил на Курильской гряде Николай Вилков. Посмертно ему присвоено звание Героя Советского Союза, его именем назван теплоход порта Братск. Также именем Героя Советского Союза – Николая Клыпина, был назван теплоход пароходства. 
За успешное выполнение перевозок грузов для фронта через пристань Заянск в Северо-Восточную часть страны боевыми наградами была отмечена группа работников пароходства, среди них  бывший капитан парохода «М.Фрунзе» Алексей Фёдорович Наумов.
В послевоенные годы продолжились работы по созданию нового и перевооружению действующего флота, строительству береговых сооружений. Строительство гидроузлов на Ангаре создало глубоководные пути на Братском, Иркутском, Илимском водохранилищах — это позволило начать использовать крупнотоннажный современный флот.
В эти годы были построены порты Братск и Свирск. За короткое время было построено 15 барж грузоподъёмностью 1300тн, 6 теплоходов.
С началом строительства Байкало-Амурской магистрали судами порта Байкал для БАМа было перевезено свыше 840 тысяч тонн грузов, большая группа работников пароходства была награждена медалями.
В 1960-1970 гг. был полностью заменён паровой флот на Байкале на металлический несамоходный флот, появились суда с комплексной автоматизацией.В эти годы партийным секретарем на предприятии (фактическим руководителем) работал Ермаченко Павел Васильевич. При нем впервые на Байкале началась эксплуатация судов на подводных крыльях "РАКЕТА".

### Новейшая история Восточно-Сибирского речного пароходства
Судоходство на Байкале прошло долгий путь от предпринимательства к образованию крупной компании. Уже более ста лет Восточно-Сибирское речное пароходство осуществляет пассажирские и грузовые перевозки по озеру Байкалу и реке Ангаре.
Новый виток в развитии пароходство получило, войдя в 2001 г. в группу компаний «Истлэнд» (холдинг создан в 1994 г.). Основным акционером холдинговой компании является бизнесмен Сергей Ерощенко. ЗАО «Истлэнд» принадлежит около 80% акций ВСРП.
Восточно-Сибирское речное пароходство в настоящее время является стабильным доходным предприятием: восстанавливает суда, создаёт дополнительные рабочие места для населения. Почти все старые суда уже восстановлены или ожидают реконструкции. 
Девятый год в России действует государственная программа по судостроению и инновации флота. Она подразумевает реконструкцию судов советских времен, а также строительство нового водного транспорта на основе старых судов. К примеру, самый большой теплоход на Байкале «Империя» был построен на основе старого буксира. Такие плавучие гостиницы, как «Империя», сейчас пользуются особой популярностью у туристов, так как одновременно совмещают функции транспортного средства и отеля, со всеми видами разнообразных услуг - это новая ступень развития туризма.

## Туризм на Байкале
Одно из наиболее перспективных направлений развития водного транспорта в Иркутской области - это туристическая отрасль. Сейчас количество туристических судов исчисляется сотнями. Причем речь идет не только о круизах или водных экскурсиях по Байкалу - прогулочные суда курсируют и по Ангаре и Иркутскому водохранилищу. Наибольшим спросом пользуются именно водные прогулки, иногда, включающие в себя пикник или фуршет. Люди с удовольствием совершают поездки по Ангаре на речных трамвайчиках, на Байкале наиболее популярны направления таких прогулок в бухту Песчаная, Листвянку, поселок Большие Коты, порт Байкал, к Кругобайкальской железной дороге.
Круизы по Байкалу особо востребованы среде людей с определенными интересами, например, увлекающихся рыбалкой или дайвингом, желающих отпраздновать какое-либо событие. Но и это направление развивается достаточно активно - особенно теперь, когда туристические фирмы начали координировать свои действия, создавая комбинированные группы из разных городов. Однако существуют некоторые проблемы, препятствующие развитию водного туризма на Байкале. Главная заключается в том, что парк судов активно растет, а вот количество причалов в поселке Листвянка, откуда стартует большинство круизных и экскурсионных маршрутов по Байкалу, остается прежним. И пока никем внимания решению данной проблемы не уделяется. 
Развитие региона, а в частности, туризма на Байкале,  может породить изменения водных маршрутов, адаптация их под новые цели туристов.
Туристическое направление, выбранное Восточно-Сибирским речным пароходством как наиболее перспективное, даёт положительный эффект как для самого предприятия, так и для региона в целом. Пароходство ведет разработку новых круизных и экскурсионно-прогулочных маршрутов по озеру Байкал и реке Ангаре.
Организация Объединённых Наций в конце 1996г. объявила Байкальский регион участником Мирового Наследия, тем самым, признав его великой ценностью. Туристический поток из разных стран возрастает ежегодно, растёт и качество обслуживания.
Самое глубоководное в мире озеро Байкал и самый многоводный приток Енисея река Ангара с давних времён составляли единую судоходную систему. Только благодаря водным путям в промышленность дикого Прибайкальского края получила должное развитие. Для экономического подъёма малонаселённых земель, богатых природными ресурсами, необходимо было паровое сообщение всех прибрежных пунктов Байкала с центрами торговли.

## Законодательные и нормативные документы, регламентирующие деятельность пароходства
Создание системы  лицензирования на внутренних водных путях России происходило в ходе приватизации пароходства, портов и ремонтных баз флота. То есть в то время, когда шло реформирование системы управления водным транспортом и начали развиваться рыночные отношения. Для возросшего числа производителей транспортных услуг на водных путях главенствующими стали тогда не централизованное административно-командное управление, а рыночный спрос и законодательство. С целью обеспечения безопасности судоходства и соблюдения установленных экологических норм при эксплуатации водного транспорта, в бассейновых управлениях России были организованы службы регулирования и лицензирования транспортных услуг.
В настоящее время лицензирование на внутреннем водном транспорте проводит Государственная служба речного флота Минтранса РФ.
Первый федеральный закон «О лицензировании отдельных видов деятельности» был принят 16 сентября 1998 года. Но можно отметить, что за десять лет документов, касающихся лицензирования, вступило в силу немало.
Основными законодательными документами можно назвать положение «О службе речного флота министерства транспорта Российской Федерации» от 11 марта 1998 г. и Водный кодекс Российской Федерации.